# Максим I Печки
Максим (на сръбски: Максим) е православен духовник, печки патриарх от 1655 до 1680 година.

## Биография
Роден е в Скопие и затова носи прякора Скопянец (на сръбски Скопљанац). В 1655 година патриарх Гавриил Печки, намиращ се в Русия, поръчва да се проведе избор за нов патриарх, и е избран Максим, който дотогава е рашки митрополит. Максим е учен човек и събира стари книги. В Скопие открива един пентикостар, купува един тактикон и я дарява на Великата църква в Печ. На Цетинския манастир дарява миней за септември, а на Хилендар - четвероевангелие. Като патриарх пътува много. В 1666 година посещава манастира Шишатовац и се поклонява на мощите на Стефан Щилянович. На Велкден 1671 година е в манастира Никола Кабларски. Посещава и манастира Високи Дечани. Лично обикаля епархиите, за да събира данъка, дължим на османските власти - във Влашко е в 1661, в Самоков в 1662, в Самоков и Разлог в 1664, в Панчево в 1670 година. С помощта на Максим е изписан храмът „Свети Никола“ при Печката патриаршия, а в 1674 година са съградени конаци. Патриархът отблъксва опитите на Конгрегацията за разпространение на вярата да проникне в сръбската църква. В началото на март 1669 година Максим се разболява и Арсений Черноевич е избран за митрополит хвостански и печки като коадютор.